# Goliáš

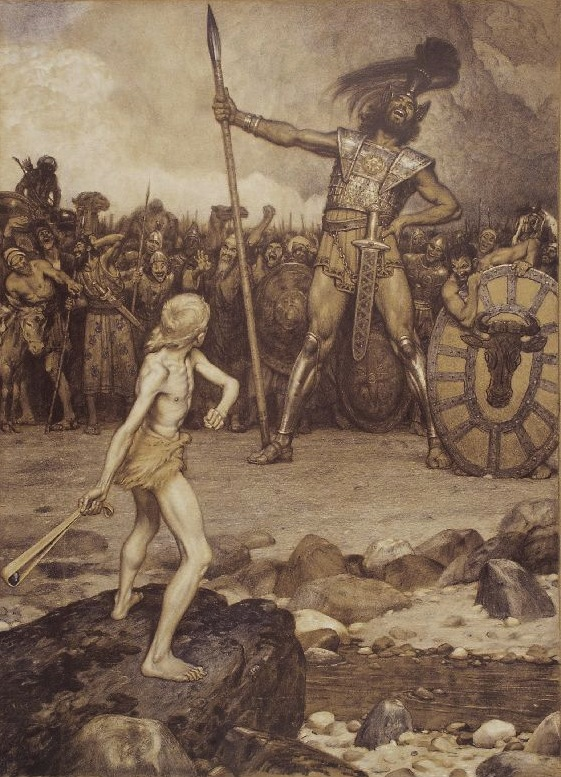
David a Goliáš (Osmar Schindler, 1888).

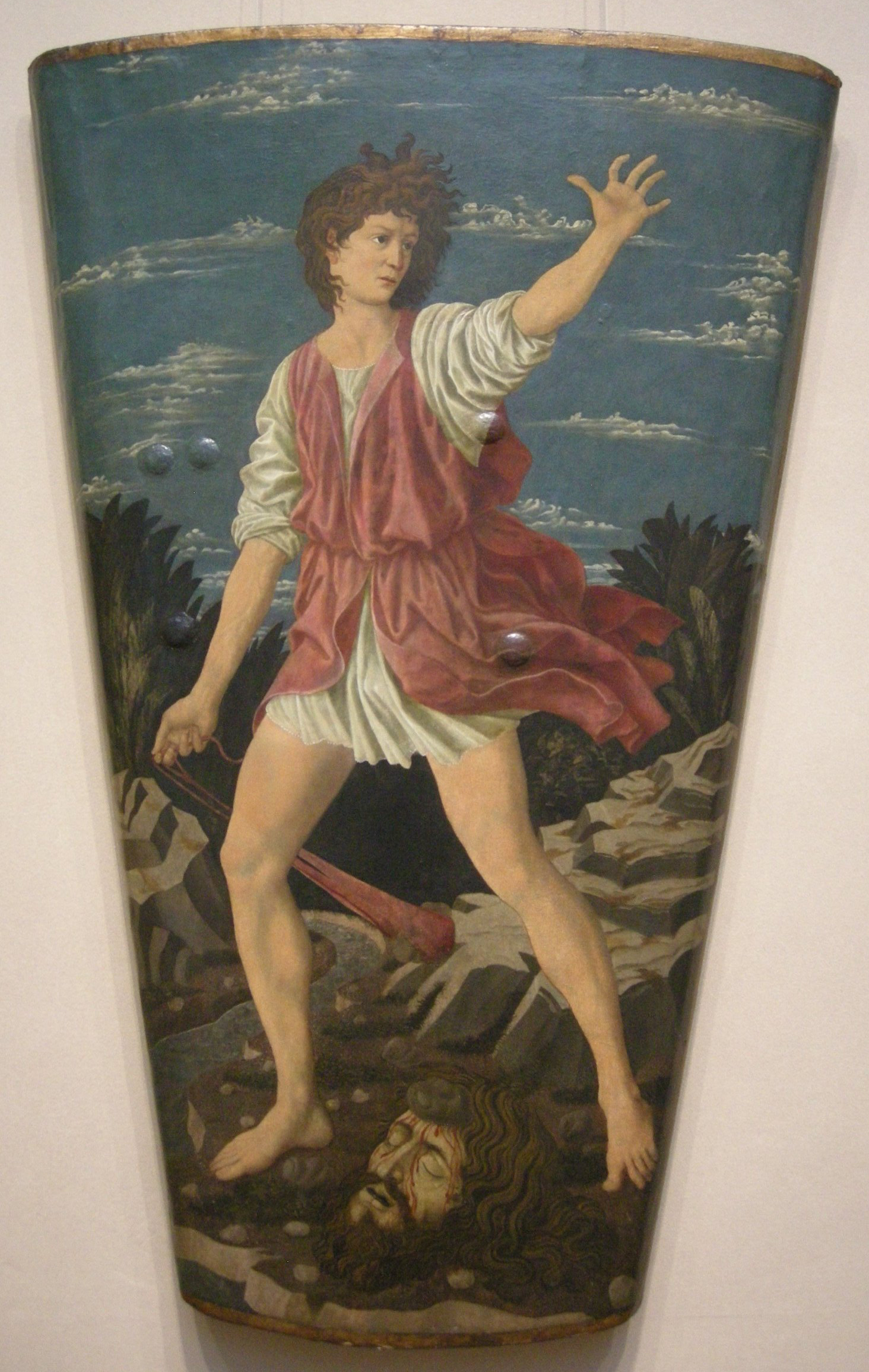
Andrea del Castagno, David a Goliáš na štítu. Kolem roku 1450.

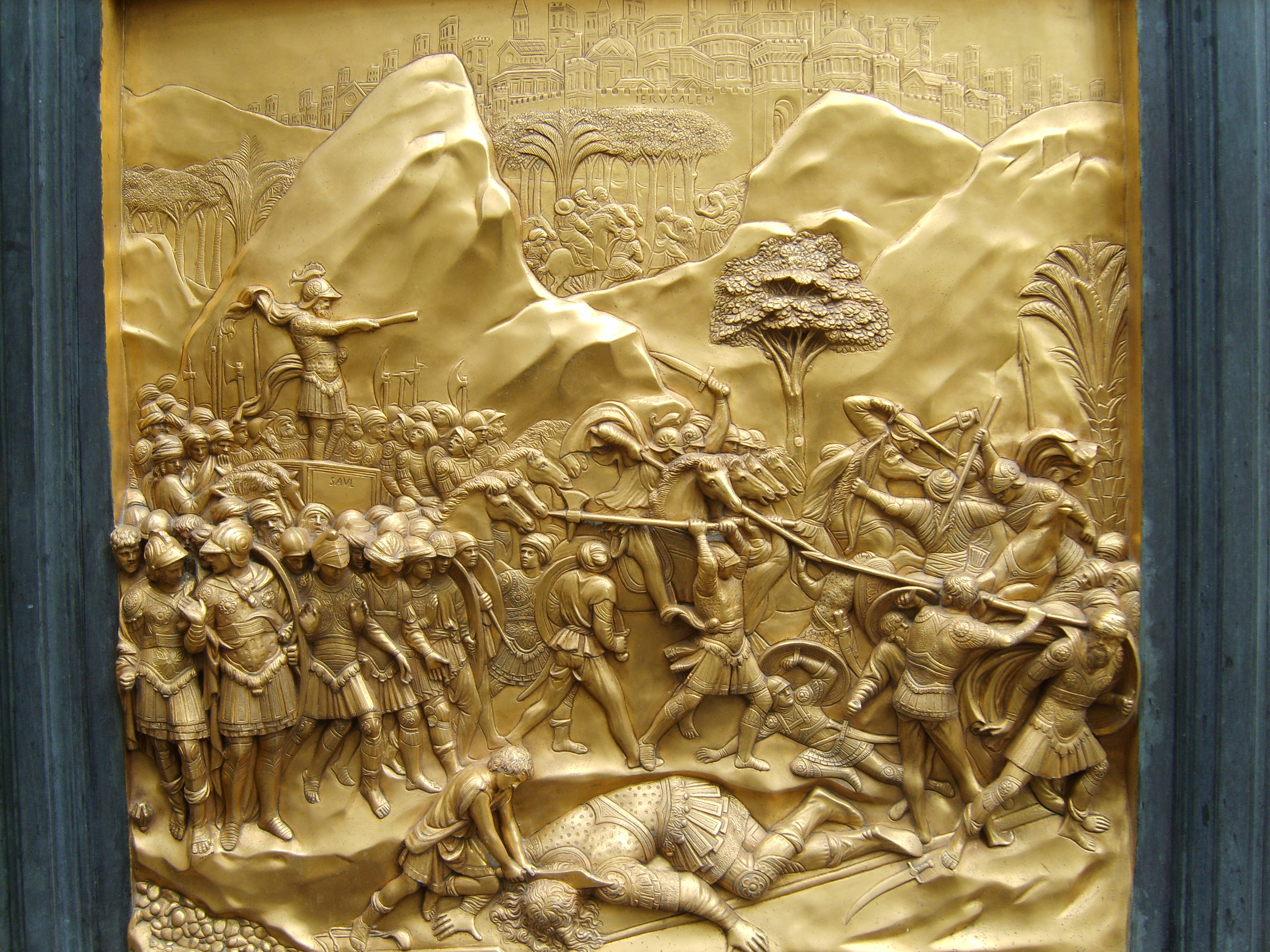
L. Ghiberti: David a Goliáš na vratech baptisteria ve Florencii

Goliáš byl podle biblické 1. knihy Samuelovy pelištejský bojovník a zápasník, kterého pasáček a budoucí král David zabil kamenem z praku. „Goliáš“ je symbol velikosti a spojení „David a Goliáš“ znamená nepoměr mezi malým a velkým, které však přesto nezvítězí.

## Jméno
Jméno Goliáš pravděpodobně není hebrejského původu a jeho význam není zcela jasný. Klára Verzichová uvádí, že je odvozován buď z kořene גלה, který odkazuje na význam jako: „uprchlík, vyhnanec“ nebo z kořene גלל, což znamená „válet se v krvi“ (být zabit mečem). Může však mít také původ v anatolských jazycích: kárštině nebo lýdštině, bývá srovnáváno s lýdským jménem Alyattés nebo kárským jménem Uliat, obě patrně ve významu "lví muž".

## Příběh
Vláda krále Saula už byla za vrcholem, když se pelištejské a izraelské vojsko utábořilo proti sobě a obr Goliáš z Gatu každý den děsil Izraelce tím, že vyzýval někoho z nich na souboj. Goliáš měl prý měřit 10 stop a jeho výzbroj se v knize popisuje jako výzbroj řeckého těžkooděnce, jen mnohonásobně větší. Když Davidovi starší bratři odešli do boje, vrátil se David pást stáda svého otce. Když se ale otec doslechl, v jaké nouzi je Saul, poslal Davida s chleby a sýrem zpátky k jeho vojsku. Malému Davidovi se tam všichni smáli, ten se však ohradil a nakonec si ho zavolal sám král. David mu řekl, že Goliáše s pomocí Hospodinovou přemůže a zabije. Král o tom nejdříve nechtěl ani slyšet, pak mu oblékl své brnění, ale David v něm nedokázal chodit, a tak vystoupil proti Goliášovi jako pasáček s torbou s oblázky a s prakem v ruce. Goliáš se mu ovšem posmíval, David ho však trefil kamenem do čela a na místě byl Goliáš zabit.

### Poznámka
Není jednoznačné, kdo Goliáše zabil, protože nebyl pouze jeden Goliáš. 2. kniha Samuelova zmiňuje rod obrů – čtyři muže (Goliáš z Gatu, Jišbí Benób, Sáfa a obrovitý muž s celkem 24 prsty). Goliáš Gatský měl být ubit Elchanánem.
2 Samuelova 21,19: Když se znovu strhl boj s Pelištejci v Góbu, Elchánan, syn Jaare Oregíma Betlémského, ubil Goliáše Gatského. Násada jeho kopí byla jako tkalcovské vratidlo.
2 Samuelova 21,22: Tito čtyři pocházeli z obrů v Gatu. Padli rukou Davida a rukou jeho služebníků.
Rozpor je pravděpodobně zaviněn rozdílností textů některých rukopisů – v některých textech je uvedeno את גלית (at Galat), „at“ – nevyslovovaná akuzativní částice. V odlišném textu je psáno אחי גלית (ach Galat) „ach“ v překladu bratr.

### Výklad M. Gladwella
Kanadský novinář a spisovatel Malcolm Gladwell vykládá příběh jinak. Obě armády chtěly výsledek střetnutí rozhodnout soubojem nejlepších bojovníků. Goliáš (těžký pěšák s mečem a kopím) byl dle něj obrovský bojovník díky genetické poruše růstu, a očekával, že Izraelité proti němu vyšlou stejného bojovníka. Porucha růstu se ovšem projevuje silnou krátkozrakostí,[zdroj?] takže přicházejícího Davida neviděl. David jako pasák ovcí naopak byl zkušený vrhač z praku, který musel umět zasáhnout vlka, kdyby ohrožoval jeho stádo. Ve střetnutí se David ke Goliášovi nepřiblížil, a David zasáhl kamenem Goliáše do čela, takže ho omráčil a pak zabil. Goliáš tak neměl žádnou šanci Davida porazit. Jak mohl Goliáš Davida "nevidět", když se mu podle příběhu posmíval pro malou postavu (1S 17, 42 (Kral, ČEP)n.), Gladwell ovšem nevysvětluje.

## Ohlas
Příběh patřil k nejoblíbenějším, byl často zobrazován a spojení David a Goliáš se stalo obecně užívaným úslovím. V novější době jej u nás zpopularizovali Voskovec a Werich ve své známé stejnojmenné písni z roku 1938.

## Historicita
Během vykopávek v Gatu byla roku 2005 nalezena střepina z poloviny 10. století př. n. l. s pelištejským nápisem, jenž obsahuje jméno „Goliáš“. Vedoucí archeologické výpravy Aren Maier k nálezu uvedl: „Ukazuje nám, že příběh Davida a Goliáše odráží kulturní realitu té doby.“